# Stenopsyche drakon
Stenopsyche drakon är en nattsländeart som beskrevs av Weaver 1987. Stenopsyche drakon ingår i släktet Stenopsyche och familjen Stenopsychidae. Inga underarter finns listade i Catalogue of Life.